# Лиц (река)
Лиц (нем. Litz) — река на западе Австрии, течёт по территории округа Блуденц в федеральной земле Форарльберг. Правый приток среднего течения реки Илль.
Длина реки составляет 24 км. Площадь водосборного бассейна равняется 101,53 км².
Начинается в восточной части коммуны Зильберталь на северных склонах гор Фервальгруппе у горы Фрашкопф. В верховьях преобладающим направлением течения является запад. Впадает в Илль в пределах коммуны Шрунс напротив Чаггунса.
Притоки: Гафлунабах, Бурчабах, Тойфельбах и другие.